# The Tong Man
The Tong Man er en amerikansk stumfilm fra 1919 af William Worthington.

## Medvirkende
- Sessue Hayakawa som Luk Chen
- Helen Jerome Eddy som Sen Chee
- Marc Roberts som Ming Tai
- Toyo Fujita som Louie Toy
- Yutaka Abe som Lucero